# Morton Tubor
Morton H. Tubor (Chicago, Illinois, 1917. április 29. – Los Angeles, Kalifornia, 2019. augusztus 22.) amerikai filmvágó.

## Filmjei
- The Cat Burglar (1961)
- Dementia 13 (1963)
- The Girls on the Beach (1965)
- Buli a hóban (Ski Party) (1965)
- Gidget (1966, tv-sorozat, egy epizódban)
- The Monkees (1966, tv-sorozat, egy epizódban)
- Tarzan (1967–1968, tv-sorozat, öt epizód)
- The Red, White, and Black (1970)
- Hűvös szellő (Cool Breeze) (1972)
- Private Parts (1972)
- A sikerember (Hit Man) 1972)
- The Slams (1973)
- The Swinging Cheerleaders (1974)
- A rugós késes csajok (The Jezebels) (1975)
- Darktown Strutters (1975)
- Flúgos futam (Cannonball) (1976)
- A város ura (Vigilante Force) (1976)
- A nagy vörös egyes (The Big Red One) (1980)
- Secrets of Midland Heights (1980, tv-sorozat, egy epizód)
- Knots Landing (1980–1990, tv-sorozat, 78 epizód)
- Death of a Centerfold: The Dorothy Stratten Story (1981, tv-film)
- Falcon Crest (1981, tv-sorozat, egy epizód)
- Spraggue (1984, tv-film)